# Querella de las mujeres

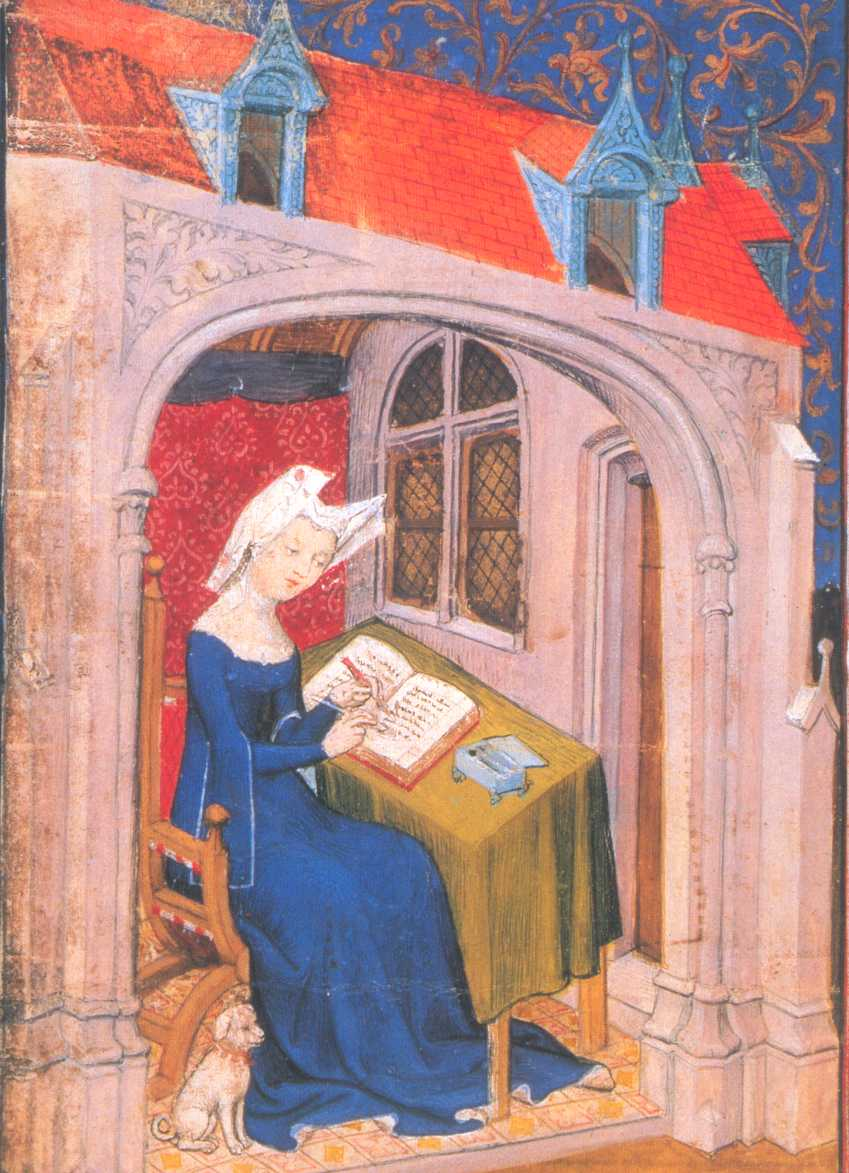
Christine de Pizan (1364-1430) primera mujer que interviene en la querelle des femmes

La querella de las mujeres, conocida especialmente por su expresión en francés querelle des femmes, es el nombre por el que se conoce al debate literario y académico que tuvo lugar a lo largo de varios siglos, abarcando desde finales del siglo XIV, en la Europa medieval, hasta la Revolución francesa en el siglo XVIII, que surgió en defensa de la capacidad intelectual, el derecho de las mujeres al acceso a la universidad y la política de las mujeres frente a la misoginia. Se afirmaba que esta capacidad no es una cuestión de naturaleza sino social, de posibilidad de acceso al conocimiento. La querella se manifestó públicamente en tertulias y generó numerosos escritos en torno al valor, la diferencia y las relaciones entre ambos sexos. La primera mujer que intervino en este debate de manera pública fue la escritora italiana afincada en Francia Christine de Pizan (1364-1430), que en 1405 escribió La ciudad de las damas.
En el siglo XV las mujeres por primera vez tomaron la palabra en el espacio público, algo que les estaba prohibido, para hacer defensa de sus capacidades. Antes de esta época, en el debate público sobre si la naturaleza de las mujeres las hacía inferiores o no a los varones, solo era un debate masculino.
Heredera de la querelle de femmes, durante la segunda mitad del siglo XIX en Reino Unido, Estados Unidos, Canadá y Rusia se utilizó respectivamente el término The woman question, en inglés, y женский вопрос en ruso (la cuestión de las mujeres) en relación con el cambio social en la segunda mitad del siglo XIX que cuestionaba el papel de las mujeres. Los temas del sufragio femenino, los derechos reproductivos, la autonomía corporal, los derechos de propiedad, los derechos legales, los derechos médicos y el matrimonio dominaron las discusiones culturales en los periódicos y círculos intelectuales.

## Historia

### Querelle de femmes

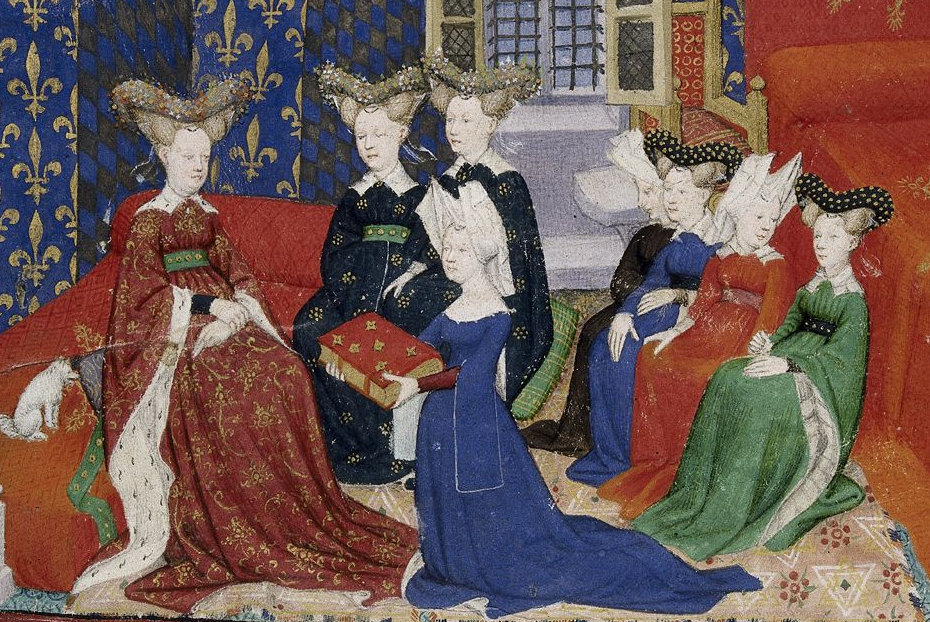
Detalle de miniatura en el Libro de la Reina (Obras varias de Christine de Pizan) que muestra a Christine de Pizan entregando su libro a la reina Isabel de Baviera. BL Harley 4431.

La veneciana Christine de Pizan, considerada la primera mujer escritora profesional de la historia, empezó a escribir en plena controversia en medios intelectuales sobre la naturaleza exacta de las mujeres: «¿eran sexualmente voraces, engañosas, inmorales y no fiables?»[cita requerida] La opinión dominante era que sí. De hecho, un texto popular e influyente, el poema Roman de la Rose de Jean de Meung, expresaba esta opinión: «Todas ustedes son, fueron o serán putas por acción o por intención». La Iglesia, que culpaba a Eva de la expulsión del paraíso e identificaba a las mujeres con impureza, tentación y pecado, creía que solo los hombres nacerían a imagen de Dios y, si esto fuera así, ¿las mujeres eran incluso humanas? ¿Deben las mujeres ser educadas o encerradas por el bien de la sociedad? ¿Cómo podría contenerse la sexualidad de las mujeres y evitar que amenazara la salvación de los hombres? El debate —o querelle— se convirtió en una batalla literaria llevada a cabo por los escritores de la Europa de los siglos XV-XVI.
Christine se introdujo en esta disputa y se convirtió en una voz influyente y respetada. En 1405 escribió el Libro de la Ciudad de las Damas, contenido en el manuscrito El Libro de la Reina (originalmente para Isabel de Baviera). Christine estaba desanimada por la misoginia de la literatura de corte, especialmente la visión sobre la mujer que describe El romance de la rosa. Decidió ella misma escribir un trabajo que retrataría a las mujeres de una manera más positiva. En La ciudad de las damas, Christine imagina quedarse dormida y ser visitada por tres virtudes personificadas, la razón, la rectitud y la justicia, que le dicen que ha sido elegida por Dios para aclarar las cosas acerca de las mujeres. La dirigen a construir una ciudad metafórica que albergará a un grupo de heroínas dignas y protegerá a las mujeres contra los ataques. A través de esta alegoría literaria objetó a los estereotipos despectivos y defendió a las mujeres como buenas y morales. Escribió además diversos tipos de textos, desde la poesía del amor hasta los manuales de cortesía, folletos políticos y biografías de los reyes. La defensa de las mujeres también es el tópico del Libro de las Tres Virtudes (1405).

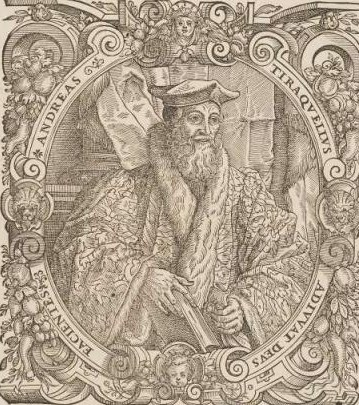
Retrato de André Tiraqueau realizado por Jost Amman.

En el siglo XVI se sumó a la controversia el político y jurista André Tiraqueau durante una discusión sobre el contrato de matrimonio, aunque pronto se extendió, abarcando en general la posición o status de la mujer en la sociedad (desempeños básicos, educación, derechos).
Si bien André Tiraqueau afirmaba que era necesario que existiese en el matrimonio una afección y atracción recíproca, también sostenía, sin ambigüedad, la superioridad del hombre sobre la mujer, atribuyéndole por tanto al marido el papel protector de su mujer.
Pronto esta discusión tomó otro alcance, traspasando las fronteras de Francia, e instalándose también en otros países europeos.
El siglo XVIII sostuvo un importante debate sobre las posibilidades de las mujeres para acceder a los estudios universitarios y al ejercicio de las profesiones consideradas masculinas, que logró difundirse gracias al desarrollo de la cultura impresa. Autores como Pollain de la Barre, Bernard Le Boivier de Fontenelle, Fenelon, Jean le Rond d'Alambert, Madame de Beaumer, Abbé de Mably en Francia, Mary Astell, A. Lady y Mary Wollstonecraft en Inglaterra, Benito Feijoo, Josefa Amar y Borbón, José Francisco de Isla y Martín Sarmiento en España, y Dorotea Erxleben en Alemania reclamaban el derecho de las mujeres a la educación y al conocimiento afirmando que varones y mujeres tenían capacidades similares y que «la mente no tiene sexo».
Estos temas vinculados con la condición femenina y los derechos de las mujeres tomaron nueva importancia y amplitud hacia el fin del siglo XVIII, tanto en Francia como en Reino Unido, muy particularmente con el surgimiento de escritoras feministas tales como Olympe de Gouges o Mary Wollstonecraft y, algo más tarde, a raíz de la aparición del movimiento sufragista.
La expresión Querelle des femmes se usó en Inglaterra en la época victoriana, estimulado por la ley de reforma de 1832  y la ley de reforma de 1867. La Revolución Industrial llevó a cientos de miles de mujeres de clase baja a trabajar en las fábricas planteando un reto a las ideas tradicionales sobre qué lugar debía corresponder a una mujer utilizándose en la segunda mitad del siglo XIX en Reino Unido, Estados Unidos, Canadá y Rusia el término The woman question («la cuestión de las mujeres»).

### Querella de las mujeres en España
En España el movimiento llegó unas décadas después de que se iniciara en Francia. Se inició en ambientes cortesanos a través de la Corona de Aragón con una mayor presencia misógina. El punto de inflexión en la contestación llegó desde la corte de Juan II de Castilla y María de Aragón. La investigadora Ana Vargas Martínez considera que el siglo XV es el momento de la toma de conciencia por parte de las mujeres que viven en una sociedad patriarcal por lo que sufren numerosas limitaciones y señala que en la primera mitad del siglo las mujeres matrocinan, facilitan el que otros escritores varones contesten al debate.
Varios autores se posicionaron con sus obras en defensa de las mujeres: Diego de Valera, Defensa de virtuosas mujeres en 1441, Juan Rodríguez de la Cámara, Triunfo de las donas, hacia 1445, Álvaro de Luna con Virtuosas e claras mugeres, Pere Torroella, Razonamiento en defensión de las donas donde el autor se excusa por haber compuesto las famosas coplas de Maldezir de mugeres, Joan Roís de Corella con Triunf de les dones, Martín Alonso de Córdoba con el Jardín de nobles donzellas (1468-1469), dedicado a la infanta Isabel, futura reina de España, defendiendo sus derechos al trono con alegaciones de tipo feminista propias de un humanismo ya renacentista.
Durante la segunda mitad del siglo XV fueron significantes en el debate dos mujeres, ambas religiosas: Teresa de Cartagena e Isabel de Villena.

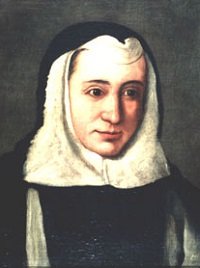
Teresa de Cartagena, religiosa cuya obra referente destaca por ser un alegato sobre las cualidades intelectuales de las mujeres, influencia en el mundo hispano de su época.

Teresa de Cartagena escribió en la misma línea de defensa de la intelectualidad de las mujeres que Pizan. Esta religiosa de origen converso escribió un tratado reflexivo sobre el dolor físico y la consolación divina, considerado un antecedente de la literatura mística española: La Arboleda de los Enfermos, obra en la que expuso la angustia vivida por años de reclusión e incomunicación causada por su sordera. Dada su calidad literaria los hombres de su tiempo no creyeron que había sido escrita por una mujer. Ante las dudas hechas públicas Teresa lejos de amedrentarse decidió escribir un alegato en defensa de la capacidad intelectual de las mujeres.  Como muchas representantes del humanismo, Teresa tuvo acceso a una amplia cultura por su vinculación con parientes nobles y amistades como doña Juana de Mendoza (quien fue camarera mayor y confidente de Isabel la Católica y esposa del poeta Gómez Manrique). A esta culta dama de la corte dedica Admiraçión operum Dey, Admiración de las obras de Dios: 
En la introducción y dedicatoria a doña Juana, Teresa de Cartagena explica que una anterior obra suya -tal vez el tratado consolatorio Arboleda de los enfermos  aunque no lo menciona abiertamente- ha despertado la sorpresa de letrados y varones cultos por su estimable calidad llegando a poner en duda su autoría. La escritora explica que ese desconcierto responde a que no es común que las mujeres escriban, pero ello no significa que sean incapaces o estén inhabilitadas para ello: «creo yo, muy virtuosa señora, que la causa porque los varones se maravillan que muger aya hecho tractado es por no ser acostumbrado en el estado fimíneo, mas solamente en el varonil»  (II, 52r: 115).
Con este tratado fue la autora burgalesa quien abrió el camino a otras escritoras posteriores, como Teresa de Jesús, María de Zayas o Juana Inés de la Cruz, por lo cual su obra está siendo recuperada hoy en día, como fuente y antecedente de importancia.También en la segunda mitad del siglo XV Isabel de Villena (1430-1490) escribió Vita Christi, La vida de Jesús, utilizando en boca del mismo Jesús la defensa de las mujeres y explicando su vida a través de las mujeres que le rodearon.

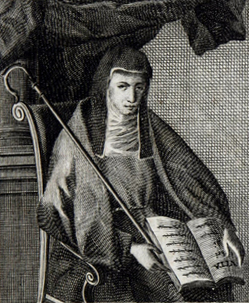
Isabel de Villena

En el siglo XVII María de Zayas en el terreno literario, a través de los personajes de sus novelas, denunció la subordinación del sexo femenino y presentó nuevos modelos de vida para las mujeres. Uno de los temas elegidos para la crítica era «el amor», como conjunto de sentimientos y de relaciones en que las mujeres existen de formas subordinadas y dependientes; entre sus obras citaremos Desengaños amorosos, publicada en 1647.
En la primera mitad del siglo XVIII destacó el discurso de Benito Jerónico Feijoo que en Defensa de la mujer (1726) utilizó muchos argumentos que habían circulado públicamente en las polémicas de la querella de mujeres. También conocía a la filósofa de los Discursos de la Excelencia, Lucrezia Marinella,  (1571-1653) autora de Excelencia de las mujeres, cotejada con los defectos y vicios de los hombres aunque Feijó defendió la igualdad entre los sexos y no participaba de las tesis de Marinella de la superioridad y excelencia de las mujeres.
En la segunda mitad del siglo XVIII destacó la escritora Josefa Amar y Borbón con su firme convicción del poder de la educación y su comprensión del derecho natural, considerada una de las figuras más relevantes de la Ilustración española, comparada por Alicia Puleo con Anne-Thérèse de Marguenat de Courcelles, conocida también como Madame Lambert, representante de un feminismo expresado en la Francia de la primera mitad del siglo XVIII.  Amar realizó la defensa de que las mujeres deberían también formar parte de las Sociedades Económicas de Amigos del País, un debate planteado en la Real Sociedad Matritense. Su alegato fue publicado en el Memorial Literario con el título Discurso en defensa del talento de las mujeres y de su aptitud para el gobierno y otros cargos en que se emplean los hombres. Entre los argumentos que esgrime destaca, a la luz de su comprensión del derecho natural, la igualdad de origen: se remite al pecado original y reinterpreta la caída de Eva: la historia relatada en el Antiguo Testamento para Josefa Amar significaba mayor talento de Eva, que pecó por afán de conocimiento y de saber. Por la misma época participa en el debate el primer periodismo femenino: La Pensadora Gaditana, de Beatriz Cienfuegos, como reacción a El Pensador de José Clavijo y Fajardo; y La Pensatriz Salmantina, de Escolástica Hurtado Girón y Silva del Pico, en la estela de su antecedente andaluz y en reacción a las publicaciones de José Cadalso.

## Publicaciones relacionadas
- De claris mulieribus (Mujeres célebres), de Giovanni Boccaccio, biografías de mujeres históricas y mitológicas, publicado en 1374.[12][13]

- La ciudad de las damas, texto alegórico de Christine de Pisan escrito en 1405.[14]

- Le Trésor de la cité des dames, de Christine de Pisan, también escrito en 1405.[15][16]

- Martin Le Franc, autor de un texto en defensa de las mujeres, escrito en 1441-1442 y titulado Le Champion des dames.[17]

- Denis Janot, impresor parisino del siglo XVI.

### Querella de las mujeres
- Archer, Robert (2000) Misoginia y defensa de las mujeres: una antología de textos medievales Madrid, editorial Cátedra.
- Arriaga Flórez, Mercedes,  González de Sande, Estela, (2011), Cristina Trivulzio di Belgioioso, De la presente condición de las mujeres y de su futuro, Sevilla, Arcibel, ISBN 978-84-15335-07-8
- Ramírez Almazán, Dolores, Martín Clavijo, Milagro, Aguilar González, Juan, Cerrato Daniele (2011) La querella de las mujeres en Europa e Hispanoamérica, Sevilla, Arcibel Editores, ISBN 9788415335139.
- Arriaga Flórez, Mercedes, Cerrato, Daniele, Rosal Nadales, María (2012) Poetas italianas de los siglos XIII y XIV en la Querella de las mujeres, Sevilla, Arcibel, ISBN 978-84-15335-22-1
- González de Sande, Estela, Rubín Vázquez de Parga, Isabel, Díaz Padilla, Fausto, Rosal Nadales, María (2013) Poetas cortesanas en la Querella de las mujeres, Sevilla, Arcibel, ISBN 978-84-15335-36-8
- Reyes Ferrer, María, Arriaga Flórez, Mercedes, Rosal Nadales, María, Cerrato, Daniele (2013) Pastoras e improvisadoras feministas, Sevilla, Arcibel Editores, ISBN 978-84-15335-39-9
- Arriaga Flórez, Mercedes, Aguilar, Gonzalez, Juan, Cerrato, Daniele (2013) Isotta Nogarola ¿Quién pecó más Adan o Eva?, Sevilla, Arcibel Editores, ISBN 978-84-15335-34-4
- Cagnolati, Antonella, Gonzalez De Sande, Mercedes (2013) Lucrezia Marinelli Vacca, De la nobleza y excelencia de las mujeres, Sevilla, Arcibel, ISBN 978-84-15335-35-1
- Aguilar, Gonzalez, Juan, Abad, Jose, Cerrato, Daniele (2013) Moderata Fonte, El Mérito de las mujeres, Sevilla, Arcibel, 2013, ISBN 978-84-15335-37-5
- Ramírez Almazán, Dolores, de Paco Serrano Diana M., Cerrato Daniele (2013) Sor Arcangela Tarabotti, Antisátira Menippea contra el lujo de las mujeres, Sevilla, Arcibel, 2013, ISBN 978-84-15335-38-2
- Arriaga Flórez, Mercedes, Aguilar, Gonzalez, Juan, Cerrato Daniele (2013) Sor Arcangela Tarabotti, Las mujeres son de la misma especie que los hombres, Sevilla, Arcibel, 2013, ISBN 978-84-15335-42-9
- Gonzalez De Sande, Mercedes (2013) Rosa Califronia, Breve defensa de los derechos de las mujeres, Sevilla, Arcibel, 2013, ISBN 978-84-15335-49-8
- Martín Clavijo, Milagro, (2013) La esclavitud de las mujeres de Carolina Lattanzi y el discurso político de las mujeres en el trienio jacobino, Sevilla, Arcibel, 2013,ISBN: 978-84-15335-47-4
- Arriaga Flórez, Mercedes, Anna Marzio (2013) Anna Maria Mozzoni, La liberación de la mujer, Sevilla, Arcibel, 2013, ISBN 978-84-15335-48-1
- Vargas Martínez, Ana (2016)  La querella de las mujeres. Tratados hispánicos en defensa de las mujeres (siglo XV) Editorial Fundamentos ISBN 9788424513054

### Querelle des femmes
- Catherine Claude, (2000) La querelle des femmes: la place des femmes des Francs à la Renaissance, Le Temps des cerises
- Paola Malpezzi Price, Christine Ristaino (2008) Lucrezia Marinella and the "querelle Des Femmes" in Seventeenth-century Italy, Associated University Press

### The woman question
- Helsinger, Elizabeth K.; Robin Lauterbach Sheets; William Veeder (1983). The woman question: society and literature in Britain and America, 1837-1883, Volume 1. Manchester University Press ND. ISBN 978-0-7190-0986-0.
- Crosby, Christina (1991). The ends of history: Victorians and "the woman question". Routledge. ISBN 978-0-415-00936-2.
- Smith, Thomas Robert; Ellen Key; Goldsworthy Lowes Dickinson (1919). The woman question. Boni and Liveright.
- Evans, Mary (1994). The woman question. Sage Publications. ISBN 978-0-8039-8747-0.
- Eliza Lynn Linton in the Saturday Review, reprinted as Moern Women and What is Said of Them (1868)
- Sarah Stickney Ellis: "The Women of England: Their Social Duties and Domestic Habits"
- Alexandra Kollontai: "The Social Basis of the Woman Question"
- Bernard Shaw: "Candida" and "Mrs. Warren's Profession"
- Otto Weininger: "Sex and Character"
- Heinrich Agrippa: Declaration on the Nobility and Preeminence of the Female Sex. (1996 University of Chicago Press)